# والری دودین
والری دودین (انگلیسی: Valery Dudin؛ زادهٔ ۲۰ اوت ۱۹۶۳) لژسوار اهل اتحاد جماهیر شوروی سوسیالیستی است.